# Breutelia picardae
Breutelia picardae är en bladmossart som beskrevs av Brotherus 1904. Breutelia picardae ingår i släktet gullhårsmossor, och familjen Bartramiaceae. Inga underarter finns listade i Catalogue of Life.